# Бацанов Борис Терентійович
Борис Терентійович Бацанов (нар. 29 березня 1927, місто Нижній Новгород, тепер Російська Федерація — 21 лютого 2005, місто Москва) — радянський діяч, дипломат, завідувач секретаріату голови Ради міністрів СРСР. Член Центральної Ревізійної комісії КПРС у 1976—1986 роках. Кандидат у члени ЦК КПРС у 1986—1990 роках. Депутат Верховної ради Російської РФСР.

## Життєпис
Народився в родині військового.
У 1949 році закінчив Інститут зовнішньої торгівлі.
У 1949—1952 роках — консультант Міністерства зовнішньої торгівлі СРСР.
Член ВКП(б) з 1951 року.
У 1952—1955 роках — старший референт, старший експерт Радянської контрольної комісії і апарату Верховного комісара СРСР у Німеччині.
У 1955—1958 роках — 2-й секретар посольства СРСР у Федеративній Республіці Німеччині.
У 1958—1961 роках — слухач Вищої дипломатичної школи Міністерства закордонних справ СРСР.
У 1961—1965 роках — в апараті Міністерства закордонних справ СРСР. У 1965—1967 роках — заступник завідувача ІІІ-го Європейського відділу МЗС СРСР.
У 1967—1974 роках — помічник голови Ради міністрів СРСР.
У листопаді 1974 — 1991 року — завідувач секретаріату голови Ради міністрів СРСР.
З 1991 року — персональний пенсіонер у Москві.
Помер 21 лютого 2005 року в Москві. Похований на Донському цвинтарі.

## Нагороди і звання
- ордени
- медалі
- надзвичайний і повноважний посол СРСР